# Gare de Plombières (Belgique)
Ne doit pas être confondu avec Gare de Plombières-les-Bains.
La gare de Plombières, anciennement Bleyberg, est une gare ferroviaire belge, fermée et détruite, à la croisée des lignes 38, de Chênée à Plombières et 39, de Welkenraedt à Botzelaer située à Plombières sur la commune éponyme, dans la province de Liège en Région wallonne. Le site de la gare et des anciennes usines minières est devenu un quartier résidentiel ; le bâtiment de l'administration communale a été construit où se trouvait celui de la gare.

## Situation ferroviaire
La gare de Plombières était établie au point kilométrique (PK) 11,0 de la ligne 39, de Welkenraedt à Botzelaer, entre les gares de Moresnet et Gemmenich, et au PK 43,4 de la ligne 38, de Chênée à Plombières, via Herve, dont elle continue l'aboutissement.

## Histoire

### Desserte ferroviaire de Plombières
Le chemin de fer fait son apparition dans la région des trois frontières en 1843 lorsque circule le premier train sur la « ligne de l'Est » (Malines - Louvain - Liège - Verviers - frontière prussienne) destinée à transporter les marchandises d'Anvers au Rhin, grâce à la construction simultanée d'une ligne privée Cologne - Aix-la-Chapelle et de son prolongement vers la frontière belge). Le trafic croît rapidement au point d'engorger la ligne historique qui a le désavantage d'un trajet peu direct car privilégiant les grandes villes. Or, la région du Bleyberg qui regorge de gisements de métaux rares se trouve dans l'axe du tracé le plus court, passant par la Flandre limbourgeoise, qui avait été envisagé dès les années 1830 pour le chemin de fer d'Anvers au Rhin.
En 1863, le directeur de ces mines, M. Rémy Paquot, appuyé par des investisseurs privés, rédige une demande de concession pour un chemin de fer Louvain - Tongres - Glons - Visé - Moresnet qui permettrait d'évacuer sa production en métaux non-ferreux. Le projet est néanmoins refusé par l’État, les villes de Verviers et Liège exerçant jusqu'en 1914 un véritable lobbying contre tout projet de chemin de fer menaçant de leur enlever le trafic lucratif des marchandises entre Anvers et l'Allemagne.
Le projet d'origine est finalement amendé sous la forme d'un chemin de fer de Welkenraedt à la frontière de Prusse passant par Moresnet et Plombières que l'arrêté royal du 26 juin 1869 concède à Rémy Paquot qui crée la Compagnie du chemin de Fer de la Jonction Belgo-Prussienne ; de l'autre côté de la frontière, la Compagnie des chemins de fer bergeois-marckois obtient de construire une nouvelle ligne partant d'Aix-la-Chapelle et entrant en Belgique via un tunnel transfrontalier de 869 m à Botzelaer, près de Gemmenich ; cette dernière compagnie se charge alors de l'exploitation de cette ligne passant par Plombières, dotée d'un embranchement vers les gisements de La Calamine.
La veille de l'arrêté royal proclamant la création de ce chemin de fer, un autre arrêté concernant la concession du Chemin de fer des plateaux de Herve à la compagnie du même nom, valide la création d'une voie ferrée (futures lignes 38 et 38A) partant de Liège et aboutissant à Verviers en desservant le pays de Herve. Il n'est alors pas question de relier ces deux lignes entre lesquelles existera un vide d'une quinzaine de kilomètres.

### Mise en service
La section de Welkenraedt à Bleyberg est mise en service en premier, le 7 décembre 1870. La section vers Gemmenich continuant par-delà la frontière ouvre finalement le 29 juillet 1872.
Le 23 août 1873, le principe d'une ligne reliant la frontière prussienne à la vallée de Meuse en aval de Liège est finalement acté, avec la possibilité de la prolonger vers Tongres. La Compagnie des plateaux de Herve doit réaliser la jonction avec la région de Plombières en construisant une ligne partant de Battice, via passant par Aubel et Hombourg, et une autre extension (jamais construite) est prévue à l'autre extrémité pour rallier Vivegnis, au nord de Liège sur la rive gauche de la Meuse,. Les travaux prennent du retard et c'est seulement le 2 octobre 1895 que la dernière section (Aubel - Hombourg - Bleyberg) entre en service.
Dotée d'un nouveau bâtiment de gare, Bleyberg devient donc une gare de bifurcation. Aux wagons partant de la mine et l'usine de plomb, se rajoutent les produits de l'agriculture du pays de Herve.
Toutefois, jusqu'aux années 1900, son rôle d'alternative à la ligne de la Vesdre en cas d'encombrement ne se concrétise pas. Lorsque cette solution devient nécessaire — et même pressante — les difficultés se multiplient : la faute au profil très sévère de la ligne des plateaux de Herve sur presque toute sa longueur avec des rampes très raides qui limitent la vitesse et le tonnage des trains. On prévoira donc surtout d'y faire circuler de longs trains de wagons vides retournant en Allemagne après avoir été déchargés[réf. nécessaire]. Les installations de la gare sont agrandies en 1912 tandis que les travaux de mise à double voie des lignes 38 et 39 débutent mais une autre solution, plus directe, refait surface.

### Déclin et fermeture
Dans les années 1910, après plusieurs tentatives privées refusées par le Gouvernement, les Chemins de fer de l’État belge sont chargés de réaliser les plans d'une ligne directe partant de Louvain et Tongres, franchissant la Meuse à Visé, et longeant la frontière hollandaise pour aboutir à Botzelaer, afin d'utiliser la ligne vers Aix-la-Chapelle.
Les plans, validés en 1913, comportent un important viaduc à Moresnet ; on prévoit cependant aussi de mettre à quatre voies l'ancienne ligne passant par Liège et Verviers tout en renforçant la ligne des plateaux en vue d'un trafic lourd. Mais l'invasion allemande de 1914 survient avant que les travaux aient pu commencer.
Alors que l'occupation de la Belgique jusqu'en 1918 va durablement perturber les chemins de fer et l'économie du pays, ce projet de chemin de fer direct, constituant une alternative à la ligne de la Vesdre saturée et compensant la fermeture aux allemands de toutes les voies de communication traversant les Pays-Bas neutre, apparaît comme la solution idéale. Dès le 18 décembre 1914, le lieutenant-colonel Wilhelm Groener, futur ministre des transports en 1920, en supervise la réalisation. Cette ligne directe, actuelle ligne 24, de Tongres à la frontière allemande, construite à marche forcée en faisant travailler des prisonniers de guerre russes, est en service sur toute sa longueur dès le 15 février 1917.
Reprise par les Chemins de fer de l’État belge après l'armistice, elle devient au fil des ans la liaison privilégiée pour les échanges de marchandises entre la région Rhin-Ruhr et le port d'Anvers, celle-là même dont les plans avaient été envisagés plus de 80 ans auparavant. En dépit de la réalisation d'embranchements avec les lignes 38 et 39, le trafic de transit par Plombières s'effondre. En 1922, la mine de Plombières se tarit et ferme, rendant superflu cet ancien nœud ferroviaire prospère. À partir de 1931, la SNCB remplace certains trains de voyageurs par des autobus.
Après la réparation des dégâts subis durant la Seconde Guerre mondiale, le service des voyageurs passant par Plombières se maintient jusqu'au 18 mai 1952. Ces deux sections des lignes 38 et 39 n'ayant plus aucune utilité pour les marchandises, elles peuvent être démantelées.

### Reconversion du site

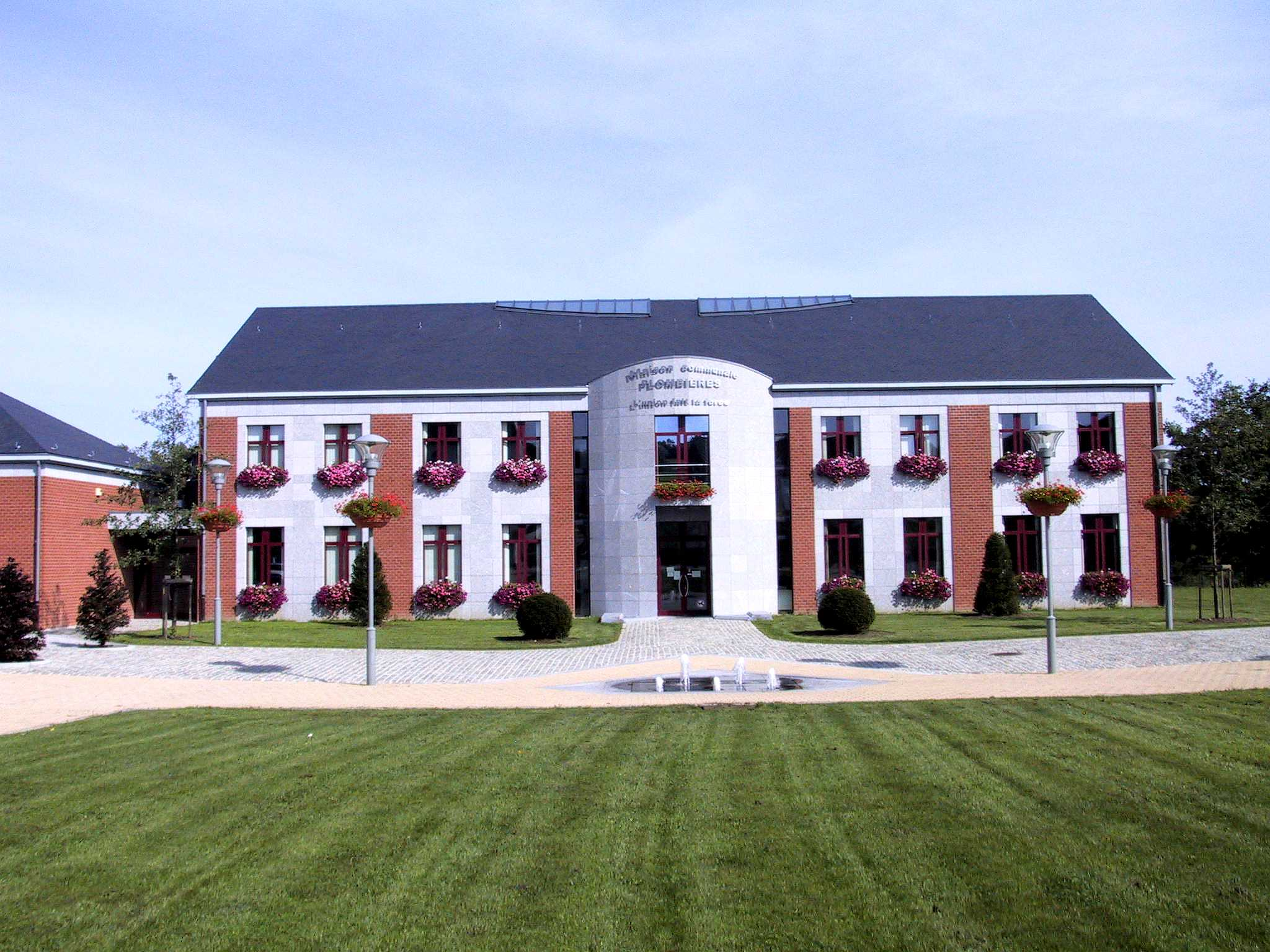
Maison communale bâtie en 1999.

La ligne et les voies de garage ont été déferrées en octobre 1957.
Bien que décrit comme "en mauvais état" et "à démolir" au début du XXe siècle, le bâtiment de la gare, rénové en 1912, survit au démontage de la ligne. Jusqu'au 1er décembre 1963, le guichet reste ouvert pour permettre aux habitants d'y acheter leurs abonnements de train. Il devient alors une maison des jeunes, qui ferme en 1972, et est démoli en 1975.
Le redéveloppement du site des anciennes mines et usines, fortement pollués aux métaux lourds, a rendu les lieux méconnaissables ; l'essentiel est occupé par une réserve naturelle abritant une flore rarissime due à la nature du sol calaminaire. Le viaduc à arches de la ligne 39, dynamité en 1944 et réparé avec un tablier métallique, a également disparu.
La commune de Plombières a fait aménager un nouveau quartier là où se trouvaient les voies et a érigé une nouvelle maison communale en 1999 à l'emplacement du bâtiment de la gare.

### Nom de la gare
En 1919, les habitants de Bleyberg réclamant d'effacer la consonance germanique du nom de leur commune, obtiennent son renommage en Plombières. Le nom de la gare est donc modifié en conséquence.

## Patrimoine ferroviaire
Le bâtiment des recettes, dont rien ne subsiste, était apparenté aux gares standard à pignons à gradins tels que ceux de Moresnet et Ensival mais cette construction plus récente, adjugée en 1893, est la seule de cette famille à avoir une disposition avec deux corps de logis à étages (trois travées) flanquant une longue aile basse avec un fronton décoratif en son centre. Cette disposition s’explique par le statut de gare frontalière de Plombières, avec une vaste salle d'attente et un service des douanes pour le contrôle des personnes et des marchandises. Les photographies prises durant l'entre-deux-guerres montrent que ce bâtiment avait perdu les frontons coiffant l'entrée centrale côté rue et côté quais.
Un chemin RAVeL a été créé sur certaines sections abandonnées des lignes 38 et 39 ; il s'interrompt toutefois au nord de la gare, les talus et ponts où passaient les chemins de fer n'existant plus.